# 償い (さだまさしの曲)
「償い」（つぐない）は、1982年に発表されたシンガーソングライター・さだまさしの曲。アルバム『夢の轍』の収録曲の一つで、知人の実話を元につくられた。作詩・作曲さだまさし、編曲渡辺俊幸。演奏時間は6分15秒。

## 実話
この楽曲は、知人の実話を元に作られたものである。ただし曲中では、優しく真面目な心の持ち主である交通死亡事故（業務上過失致死傷罪）の加害者「ゆうちゃん」をメインに、それを見守る同僚の気持ちを歌詞にしているが、実際にはさだの知人である被害者の妻の体験と事実を元に詩が作られている（さだは、「ゆうちゃん」に相当する加害者とは会ってはいない）。
さだの知人女性（歌詞に登場する「被害者の奥さん」）は、交通事故で伴侶を亡くした。加害者の男性は真面目な人らしく、毎月わずかずつではあるが賠償金を郵送してきていた（民事での賠償命令がどの程度だったのかは語られていない）。事故から数年経ってもその送金は続き、知人は茶道の師範として経済的にも自立できていること、加害者の直筆の手紙を見るたびに事故のことや亡夫を思い出して辛い思いをすることがあり、加害者に対して「もうお金は送ってくれなくて結構です」と返事の手紙を書いた（送金総額が確定判決における認容額を満たしていなければ、残余の債権を被害者側が放棄したことになる）。しかし被害者の許しの手紙を受け取ったはずの加害者は、自分の起こした罪を償い続けるために翌月以降も送金を続けた。

## 裁判での引用
2001年4月29日、東京都世田谷区の東急田園都市線において、4人の少年が泥酔した銀行員の男性から車内で足が当たったと絡まれ口論となった末、三軒茶屋駅のホームに降ろされた4人が男性からの暴行に対応する形で男性の意識がなくなるまで暴行を加え、放置し、のちにくも膜下出血で死亡させるという事件が起きた。
後日出頭した4人のうち、主犯格となった2名が傷害致死罪に問われて逮捕され、少年審判に付された。その結果、事件の重大さから逆送となり、地方裁判所の公開法廷で審理が行われることとなった。裁判の中で2人は「申し訳なく思います」「自分という人間を根本から変えてゆきたい」などと反省の弁を述べた一方、事件自体は酔った被害者がからんできたことによる過剰防衛であると主張し、裁判中の淡々とした態度や発言から、真に事件に向き合い反省しているかどうか疑問を抱く態度を繰り返していた。
2002年2月19日、東京地方裁判所において判決公判が行われ、少年2人に対して懲役3 - 5年の不定期刑の実刑判決が下された。判決理由を述べあげた後、山室惠裁判長は被告人2人に対し「唐突だが、君たちはさだまさしの『償い』という唄を聴いたことがあるだろうか」と切り出し、「この歌のせめて歌詞だけでも読めば、なぜ君たちの反省の弁が人の心を打たないか分かるだろう」と説諭を行った。
裁判官が具体的に唄の題名を述べて被告人を諭すことは異例のことであり、「償い説諭」はマスコミに取り上げられ話題となった。
さだまさしは新聞社の取材に対して、「法律で心を裁くには限界がある。今回、実刑判決で決着がついたのではなく、心の部分の反省を促したのではないでしょうか」とコメントしたうえで、「この歌の若者は命がけで謝罪したんです。人の命を奪ったことに対する誠実な謝罪こそ大切。裁判長はそのことを2人に訴えたかったのでは」と述べた。

## 交通安全教育での引用
命の尊さ、犯した罪への償いを考えさせるため、運転免許更新の際の教育ビデオ『悲しみは消えない　―飲酒運転の代償―』（2002年制作）でテーマ曲として使われているほか、交通安全キャンペーンにも使用されている。その際、曲中の加害者の犯した過ちである「過労運転等」が比較的重い罪（「無免許運転」や「酒気帯び運転」の重いほうと同じ25点）であることがあわせて説明される場合もある。

## ライナーノーツでの言及
さだは著書『さだまさし 夢のかたみに』にて、この楽曲に次のような引用をしている。

## 収録作品
- アルバム『夢の轍』
- コンピレーションアルバム『償い〜SONGS OF LIFE』
- ベストアルバム『さだまさしベスト2〜通』
- ベストアルバム『さだの素〜さだまさしベスト・入門編』
- ライブDVD『風の交響曲（シンフォニー） さだまさし』（“まさしんぐWORLDコンサート”第20回公演特別記念）
- シングル（ヤマト運輸製作・配布の非売品）2002年にヤマト運輸のドライバーに配布された。

## 関連作品
- 絵本 - 歌詞と絵で綴るさだまさし絵本シリーズ第3弾『償い』（サンマーク出版）
  - 作：さだまさし、絵：おぐらひろかず
  - 2003年1月25日初版発行。
  - ISBN 4-7631-9486-0
- 交通安全教育ビデオ - 『悲しみは消えない〜飲酒運転の代償〜』挿入歌
  - 出演：永島敏行、朝加真由美
  - 制作：埼玉県交通教育協会
- 随筆集 - 『さだまさし 夢のかたみに』（新潮社）
  - 作：さだまさし
  - 1984年10月25日発行。
  - ISBN 4-10-122903-1
- 楽曲 - 新約「償い」（トリビュートアルバム『みんなのさだ』）
  - 作・歌唱：MOROHA
  - 2023年10月25日
  - 「償い」からインスパイア